# Fajã dos Padres

## Localização

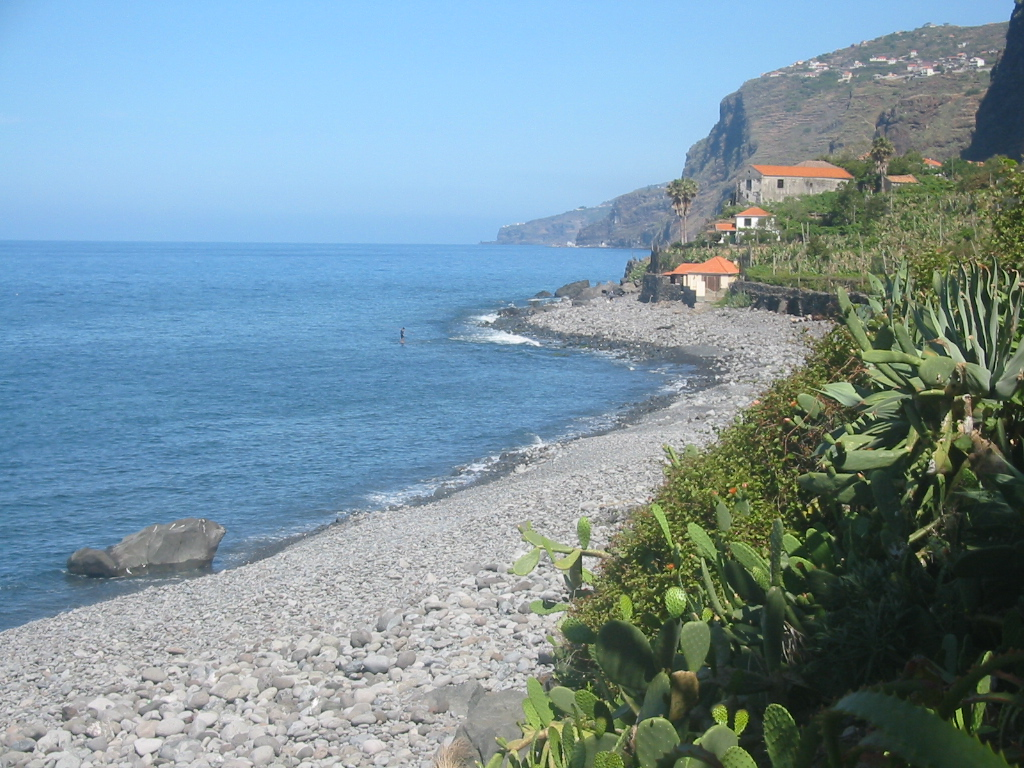
Fajã dos Padres - "Uma ilha dentro da ilha" da Madeira

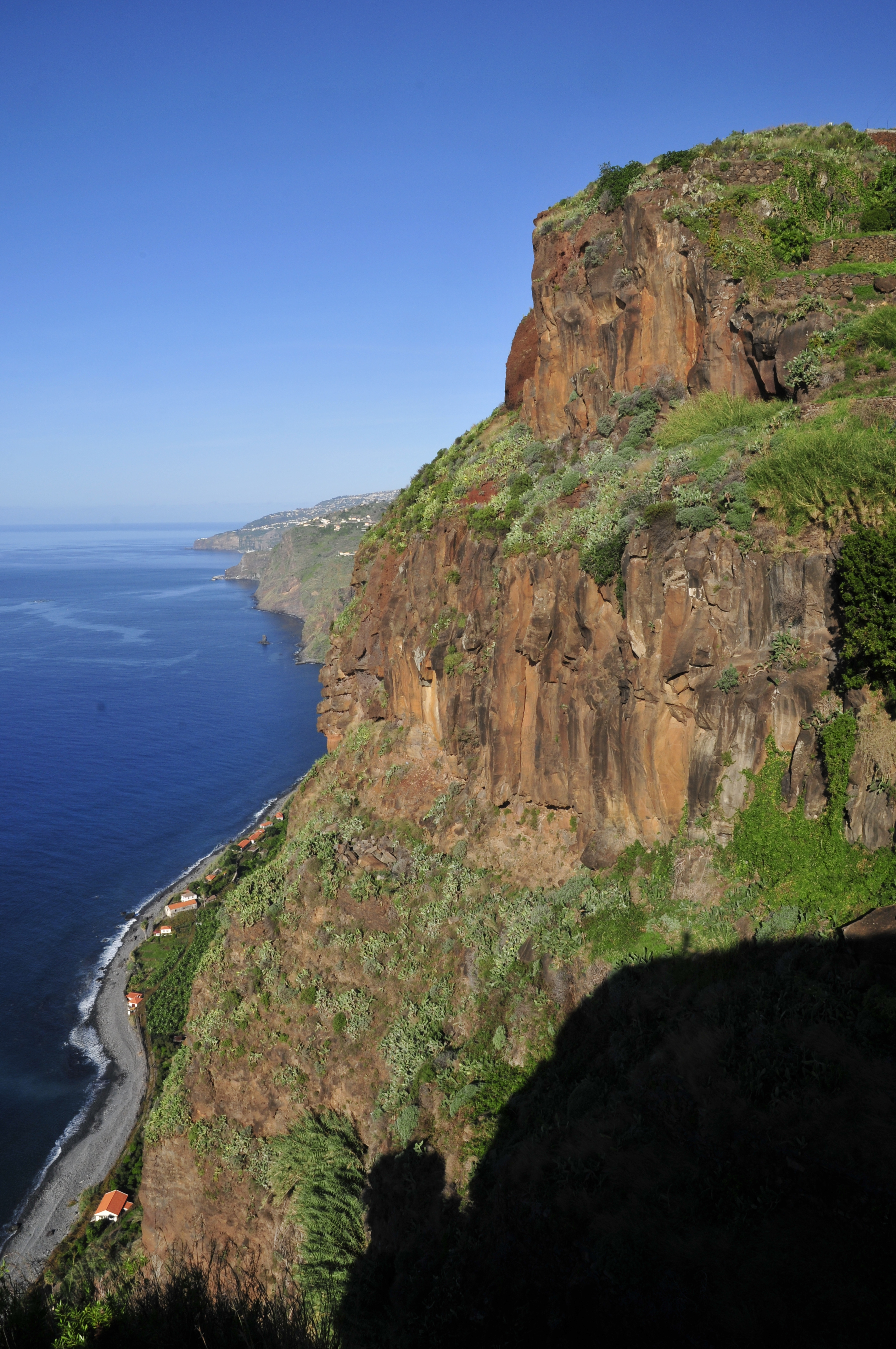
Encosta da Fajã dos Padres

A Fajã dos Padres situa-se na Ilha da Madeira, a oeste do Funchal, na freguesia do Campanário, Concelho da Ribeira Brava.
A Fajã dos Padres, situa-se na costa oeste da Ilha da Madeira, geograficamente na região subtropical, ligeiramente acima do trópico de Câncer no Atlântico Norte, sensivelmente no paralelo 32º de latitude Norte e no meridiano 17º de longitude Oeste de Greenwich, localizando-se a Este da cidade do Funchal, mais precisamente a 8 Km, percorrendo a linha de costa em direção a Oeste.
A área terrestre da propriedade, situa-se ao nível do mar, compreendida entre a linha de costa do Oceano Atlântico e uma falésia que confina com a parte sul da freguesia da Quinta Grande. A superfície apresenta cerca de 15 km/2 (157.768,50 m2), quase 16 hectares, cujo domínio público marítimo, foi reconhecido pelo Tribunal de Competência Mista do Funchal em 24-06-2013 através do processo nº 495/12.OTCFUN.
Nas proximidades, percorrendo a linha de costa, a Oeste temos a cidade da Ribeira Brava a 4 Km (2,5 milhas), e a Este a cidade de Câmara de Lobos a exatamente 4,4 Km (2,75 milhas).
Para melhor perceção da localização geográfica a nível mundial para efeitos de compreensão da história da Madeira e da Fajã dos Padres, salientamos a maior proximidade do continente Africano (Marrocos - 700 Km) do que de Portugal continental (Lisboa) que dista do Funchal mais de 900 Km.
Relativamente á localização administrativa da Fajã dos Padres, observando atentamente os limites administrativos da Ilha da Madeira, mais precisamente os concelhos da Ribeira Brava e Câmara de Lobos, contrariamente ao que parece lógico hoje, a Fajã dos Padres não pertence ao Concelho de Câmara de Lobos, freguesia da Quinta Grande, mas sim ao concelho da Ribeira Brava, freguesia do Campanário.
Saliente-se que até 1914, data da criação do Concelho da Ribeira Brava, a propriedade integrava a freguesia o Concelho de Câmara de Lobos porque a freguesia do Campanário a ele pertencia.
O que é estranho, ou talvez não, dependendo do ponto de vista, é o facto da Fajã dos Padres não integrar a freguesia da Quinta Grande – criada em 1848 - já que, desde o Século XV até á data da saída dos Padres Jesuítas da Madeira em 1759, os proprietários da Fajã serem os mesmos que detinham a propriedade da Quinta Grande.
No entanto, ao contrário do que se passa hoje, parece-me, que as autoridades decidiam os limites administrativos tendo em conta fatores lógicos de acessibilidade, que naquele tempo coincidiam com aspetos relacionados com a morfologia do território, utilizando as ribeiras, ribeiros e no caso da Fajã a falésia, para delimitar as fronteiras administrativas dos Concelhos e das freguesias. Fatores estes, que hoje perderam a sua lógica já que qualquer túnel ou ponte construída podem alterar a lógica da divisão administrativa.
No caso da Fajã dos Padres, porque ao longo de mais de cinco séculos - Séc. XV e o Séc. XX - o acesso ao local ou a saída, se fazer pela freguesia do Campanário, via praia do Calhau da Lapa (com a maré-baixa), compreende-se a lógica da Fajã pertencer á freguesia do Campanário, até porque a chegada ao centro da freguesia da Quinta Grande revelava-se impossível devido ao desnível da falésia que ultrapassa os 400 metros de altitude, não existindo sequer qualquer vereda para o efeito.
De facto, não havia qualquer lógica do local pertencer á freguesia da Quinta Grande, até porque para lá chegar teria que se passar pelo centro da pequena povoação do Campanário que se crê existir já no início do Séc. XVI.
Sabe-se que ainda existe, e utilizada até á década de 80 do Séc. XX, uma ligação, até ao sitio da Vera Cruz na Quinta Grande, que subia a rocha por dentro da Ribeira da Vera Cruz num desnível de mais de 400 metros  até chegar a estrada regional. No entanto, por ser efetivamente muito perigosa e sinuosa e de difícil manutenção não foi considerada para efeitos de definição dos limites administrativos.
Sendo assim, entende-se a decisão tomada, já que na data da criação - 24 de julho de 1848 - da freguesia da Quinta Grande, era mais fácil aos habitantes da Fajã dos Padres não só terem acesso a bens e serviços desde a freguesia do Campanário, como serem assistidos espiritualmente pela Paróquia de São Brás no Campanário.
Com efeito, apesar da maior proximidade geográfica relativamente à sede da paróquia - Nossa Senhora dos Remédios – da Quinta Grande, era muito mais fácil e mais rápido os habitantes irem à igreja do Campanário, motivo importante na época e que tudo indica ter justificado a manutenção da Fajã na freguesia do Campanário e não passar a integrar a freguesia da Quinta Grande na data da sua criação.
Pelas mesmas razões, atrás referidas, com o desenvolvimento das infraestruturas de acesso à Fajã dos Padres, contruídas no Séc. XX e XXI, todas, sem exceção, água, recolha de lixo, eletricidade e transportes, a partir da freguesia da Quinta Grande, Concelho de Câmara de Lobos, já não existe justificação para a manutenção da Fajã dos Padres na freguesia do Campanário, Ribeira Brava.
A situação, hoje, inicio do Sec. XXI, inverteu-se totalmente, a proximidade temporal da Quinta Grande é incomparavelmente melhor, sendo esta a povoação de mais fácil acesso para quem vive e trabalha na Fajã ou para quem se quer deslocar à Igreja. Cremos, que hoje existe a oportunidade de repor, não apenas a lógica histórica, de fazer regressar a Fajã há freguesia da Quinta Grande, mantendo a racionalidade e a lógica da divisão administrativa e funcional dos territórios.

No entanto, é de referir, que todos estes serviços e acessibilidades, desde a Quinta Grande, Conselho de Câmara de Lobos é muito recente, já que a eletricidade chega em 1986 com o elevador - Monta cargas, o elevador de passageiros em 1996 com a mini-hídrica, a água canalizada em 2009 desde a Estrada Padre Manuel Dinis Henriques e o novo Teleférico inaugurado a 20 de abril de 2016.